# Kolaleh (Verwaltungsbezirk)
Kolaleh (persisch شهرستان کلاله, DMG Kalāle) ist ein Schahrestan in der Provinz Golestan im Iran. Er enthält die Stadt Kolaleh, welche die Hauptstadt des Verwaltungsbezirks ist.

## Kreise
- Zentral (بخش مرکزی)
- Pischkamar (بخش پیش‌کمر)

## Demografie
Bei der Volkszählung 2016 betrug die Einwohnerzahl des Schahrestan 117.319. Die Alphabetisierung lag bei 83 Prozent der Bevölkerung. Knapp 36 Prozent der Bevölkerung lebten in urbanen Regionen.
| Zensusjahr | Einwohnerzahl |
| ---------- | ------------- |
| 2011       | 110.473       |
| 2016       | 117.319       |